# NXT No Mercy 2024
NXT No Mercy 2024 è la seconda edizione dell'omonimo premium live event prodotta dalla WWE in esclusiva per il roster di NXT. Annunciato il 9 luglio 2024, l'evento si è tenuto il 1º settembre 2024 alla Ball Arena di Denver ed è stato trasmesso su Peacock negli Stati Uniti e sul WWE Network nel resto del mondo.

## Storyline
Nella puntata di NXT del 13 agosto, la general manager Ava ha annunciato che nella puntata del 20 agosto si sarebbe tenuto un gauntlet match tra sei donne, con la partecipazione di atlete che non avevano mai gareggiato in precedenza per l'NXT Women's Championship; la vincitrice avrebbe affrontato Roxanne Perez per il titolo a No Mercy e successivamente fu annunciato che le partecipanti sarebbero state Wren Sinclair, Adriana Rizzo, Sol Ruca, Jaida Parker, Kendal Grey e Karmen Petrovic.
Nella puntata di NXT del 13 agosto, mentre il campione NXT Ethan Page stava festeggiando la difesa del titolo di The Great American Bash, questi è stato interrotto dal wrestler della Total Nonstop Action Wrestling, Joe Hendry, che ha affrontato Page e ha affermato che uno dei motivi per cui si trovava ad NXT era vincere l'NXT Championship. Poco dopo apparve Wes Lee e gli sferrò un superkick. Più tardi, nel backstage, anche Pete Dunne dichiarò di volere l'NXT Championship. Più tardi quella notte, Lee venne affrontato da Dunne. Hendry uscì quindi e attaccò Lee, mentre la sicurezza cercava di separarli. Successivamente, Ava annunciò che nell'episodio del 20 agosto di NXT, Dunne, Hendry e Lee si sarebbero affrontati in un triple threat match e che il vincitore avrebbe sfidato Page a No Mercy in un match titolato.

## Risultati
| # | Match                                                                                          | Stipulazione                                               | Durata |
| - | ---------------------------------------------------------------------------------------------- | ---------------------------------------------------------- | ------ |
| 1 | Nathan Frazer e Axiom hanno sconfitto Andre Chase e Ridge Holland (c)                          | Tag team Match per l'NXT Tag Team Championship             | 13:33  |
| 2 | Zachary Wentz ha sconfitto Wes Lee                                                             | Single match                                               | 13:37  |
| 3 | Kelani Jordan (c) ha sconfitto Wendy Choo                                                      | Single match per l'NXT Women's North American Championship | 13:19  |
| 4 | Oba Femi (c) ha sconfitto Tony D'Angelo (con Channing Lorenzo, Luca Crusifino e Adriana Rizzo) | Single match per l'NXT North American Championship         | 13:47  |
| 5 | Roxanne Perez (c) ha sconfitto Jaida Parker                                                    | Single match per l'NXT Women's Championship                | 14:50  |
| 6 | Ethan Page (c) ha sconfitto Joe Hendry                                                         | Single match per l'NXT Championship                        | 15:08  |